# Congregazione elveto-americana
La Congregazione elveto-americana (in latino Congregatio Helveto-americana) è una delle congregazioni monastiche di diritto pontificio che compongono la confederazione benedettina.

## Storia

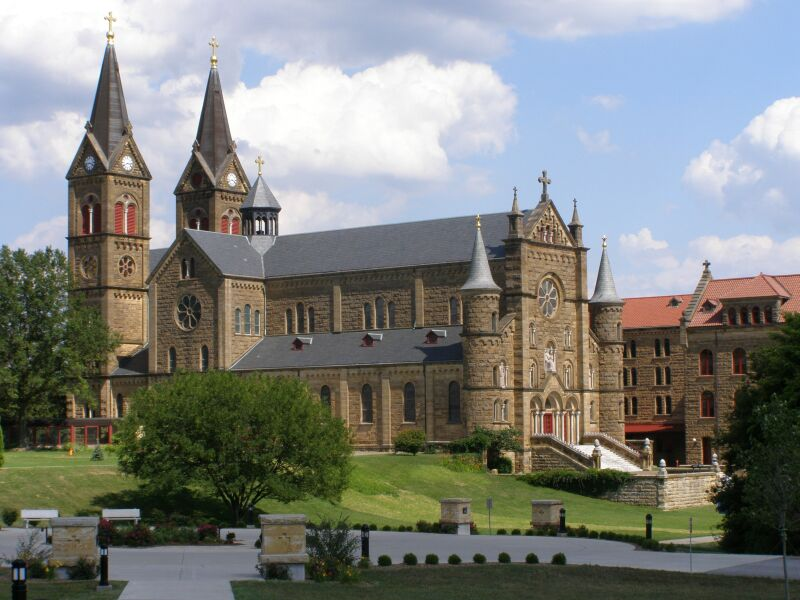
L'arciabbazia di Saint Meinrad.

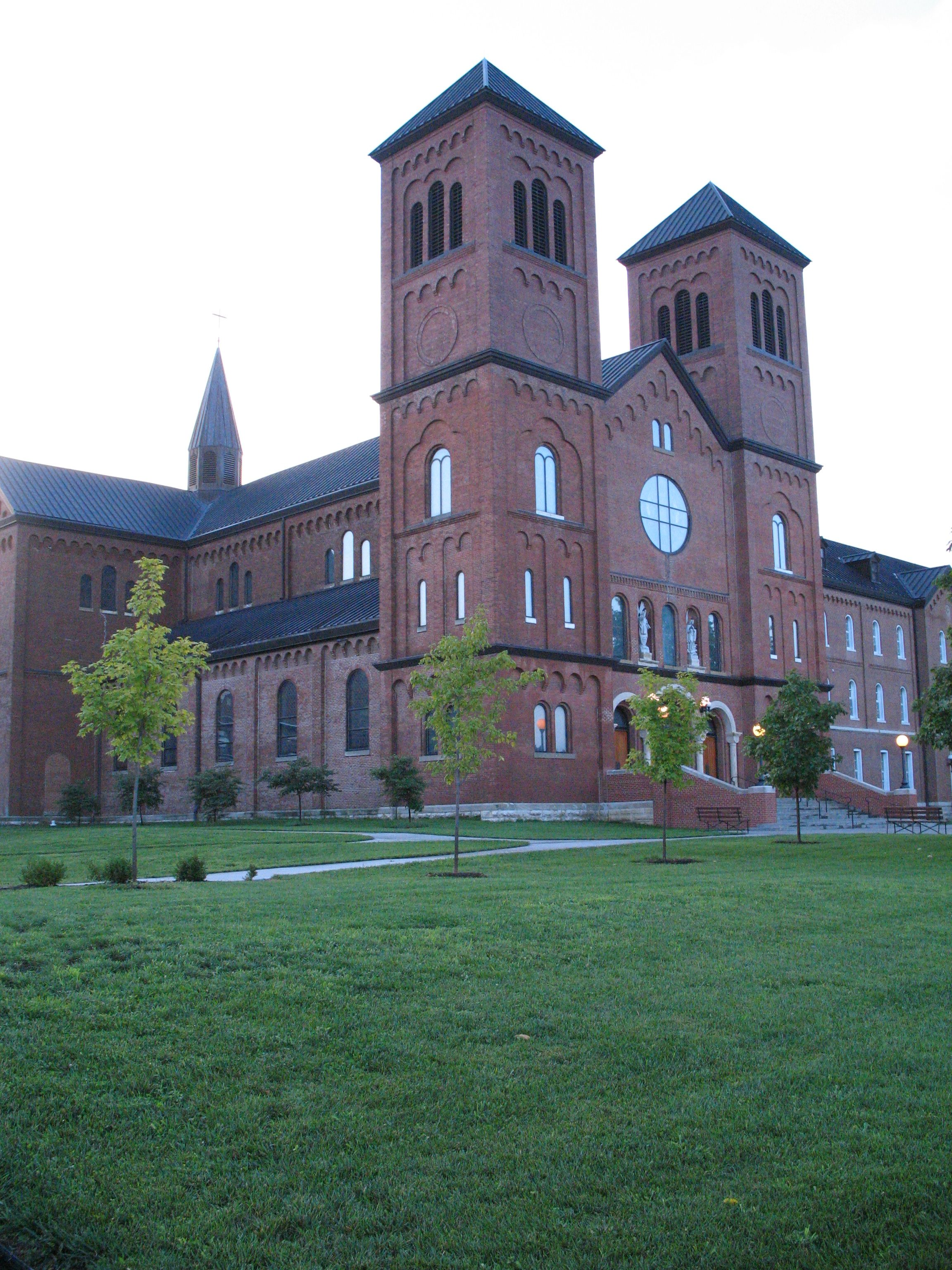
L'abbazia di Conception

Nel 1853 Enrico Schmid, abate di Einsiedeln, inviò nell'Indiana alcuni monaci per ergervi un monastero: la situazione politica in Svizzera, per la guerra del Sonderbund, aveva reso opportuno una fondazione all'estero dove i monaci di Einsielden avrebbero potuto trovare rifugio; inoltre la soppressione del collegio di Bellinzona, diretto dai monaci di Einsielden, aveva messo a disposizione dell'abate numerosi monaci per la nuova fondazione.
Giunti nella diocesi di Vincennes, i benedettini di Einsielden presero a dedicarsi alla formazione del clero diocesano e alla cura d'anime. Il 21 marzo 1854 fu fondato presso Louisville un monastero dedicato al santo eremita svizzero Meginrado (Meinrad).
I benedettini di Saint Meinrad si resero autonomi dall'abbazia madre di Eisielden nel 1869. Il monastero rifiutò l'offerta di Bonifacio Wimmer di aderire alla congregazione americano-cassinese (di cui i benedettini svizzeri non condividevano il carattere accentrato, il noviziato comune e la possibilità dei monaci di trasferirsi da un monastero a un altro) e chiesero alla Santa Sede di rimanere all'interno della congregazione di Svizzera o di iniziarne una nuova, avente come base la forma di governo della congregazione svizzera (più legata all'ideale di san Benedetto dell'autonomia dei singoli monasteri e della stabilitas loci): con breve del 30 settembre 1870 la Sede apostolica costituì l'abbazia di Saint Meinrad capo di una congregazione separata, detta elveto-americana, affiliata a quella di Svizzera.
Nel 1871 anche l'abate benedettino di Engelberg, Anselmo Villiger, decise di aprire una fondazione negli Stati Uniti d'America e nel 1873 venne eretto il monastero di Conception, nel Missouri. Con breve del 5 aprile 1881 il monastero venne unito a quello di Saint Meinrad, dando ufficialmente inizio alla congregazione.

## Governo della congregazione
Le costituzioni della congregazione (approvate definitivamente il 9 febbraio 1901) sono modellate su quelle delle congregazioni di Svizzera e di Beuron.
La congregazione è governata da un abate presidente e due abati assistenti, tutti scelti tra gli abati dei monasteri congregati, affiancati da due monaci periti; i membri del governo sono eletti con mandato di sei anni dal capitolo generale della congregazione, composto dai superiori di tutte le abbazie e i priorati della congregazione e da un monaco delegato per ciascun monastero.
Il 21 marzo 1954 il monastero di Saint Meinrad è stato elevato al grado di arciabbazia: pur avendo un primato d'onore sugli altri monasteri della congregazione, la casa generalizia della congregazione è, de facto, il monastero retto dall'abate che presiede pro tempore la congregazione.

## Attività e diffusione
Ogni monastero della congregazione è indipendente e ha un proprio spirito e una propria attività: presso numerosi monasteri sono attivi seminari (quello di Conception è rinomato per la formazione liturgica) e collegi (presso l'abbazia di Marmion ha sede un'accademia militare che i monaci dirigono sotto la supervisione dell'esercito statunitense); alcuni monasteri (Blue Could) curano le missioni tra le popolazioni native.
Nel 2004 le case aderenti alla congregazione erano presenti negli Stati Uniti (Arkansas, California, Dakota del Sud, Idaho, Illinois, Indiana, Louisiana, Massachusetts, Missouri, Nebraska, Oregon, Texas, Wisconsin), Canada, Guatemala e Messico.
Alla fine del 2008 alla congregazione appartenevano 17 monasteri sui iuris e 558 tra novizi e monaci professi, 315 dei quali sacerdoti.